# Val Chisola
La val Chisola è una breve vallata alpina situata nelle Alpi Cozie, nella città metropolitana di Torino. Il Chisola è tributario in sinistra idrografica del Po, nel quale confluisce presso Moncalieri, ovvero ben al di fuori del territorio della valle.

## Geografia
La parte montana del bacino del Chisola è compresa nel comune di Cumiana e, in misura minore, di Piossasco. Scende verso la pianura torinese in direzione nord ovest - sud est. La valle confina a sud-ovest con la Val Noce, verso nord con la Val Sangone e verso sud ed est con la pianura. Il valico della Colletta la mette in comunicazione stradale con la Val Sangone

### Monti principali
La valle è contornata dalle seguenti montagne (in senso orario):
- Rocca Due Denti - 885 m
- Monte Brunello - 1.274 m
- Monte Tre Denti - 1.365 m
- Monte Freidour - 1.445 m
- Monte Sperino - 1.451 m
- Monte Sette Confini - 1.358 m
- Truc le Creste - 827 m
- Monte della Croce - 801 m
- La Montagnazza - 892 m
- I Rôcàs - 825 m
- Monte San Giorgio - 837 m

## Tutela della natura
La zona più alta della valle appartiene al parco naturale del Monte Tre Denti - Freidour, mentre la sua porzione nord-orientale in parte ricade nei confini del parco naturale del Monte San Giorgio.